# Gisela von Collande
Gisela von Collande, all'anagrafe Gisela Huberta Valentine Maria von Mitschke-Collande (Dresda, 5 febbraio 1915 – Nöttingen, 22 ottobre 1960), è stata un'attrice tedesca.

## Biografia
Nella sua carriera, incominciata nella metà degli anni trenta, partecipò a una ventina di film.
Di origini nobili, era figlia del pittore e scenografo Constantin von Mitschke-Collande (1884-1956), sorella dell'attore e regista Volker von Collande (1913-1990) e zia dell'attrice Nora von Collande, nonché moglie dell'attore Josef Dahmen (1903-1985).
Gisela von Collande è morta a 45 anni il 22 ottobre 1960 per un incidente stradale (23 ottobre, secondo un'altra fonte), uscendo di strada con la propria auto in una curva sulla A-8 nei pressi di Nöttingen (comune di Remchingen), tra Pforzheim e Karlsruhe.
È sepolta nel cimitero di Ohlsdorf (Amburgo), accanto alla tomba del fratello Volker von Collande.

## Filmografia

### Cinema
- Artigli nell'ombra (Verräter), regia di Karl Ritter (1936)
- Maria, die Magd (1936)
- L'orma del diavolo (Der zerbrochene Krug) (1937)
- Hahn im Korb (1937)
- Giovinezza (Jugend), regia di Veit Harlan (1938)
- Skandal um den Hahn (1938)
- La squadriglia degli eroi  (Pour le Mérite), regia di Karl Ritter (1938)
- Der Schritt vom Wege (1939)
- Ziel in den Wolken (1939)
- Das Bad auf der Tenne, regia di Volker von Collande (1943)
- Sündige Grenze, regia di Robert A. Stemmle (1951)
- Ferientage - einmal anders (1952)
- Rosen blühen auf dem Heidegrab (1952)
- Staatsanwältin Corda, regia di Karl Ritter (1953)
- Scalo a Orly (Escale à Orly)
- Urlaub auf Ehrenwort, regia di Wolfgang Liebeneiner (1955)
- Alibi, regia di Alfred Weidenmann (1955)
- Das Mädchen Marion (1956)
- L'avamposto degli Stukas (1957)
- Himmel, Amor und Zwirn (1960)
- An heiligen Wassern (1960)

### Televisione
- Die Tochter (1956; ruolo: Dott.ssa Elizabeth Rae)
- Oberst Chabert (1956; ruolo: Contessa Ferraud)
- Die Brüder (1958)
- Die Ratten (1959; ruolo: Jette John)
- Wovon wir leben und woran wir sterben (1960; ruolo: Karin Hildebrandt)